# عبدل‌آباد (لاله‌زار)
عبدل‌آباد یک روستا در ایران است که در بخش لاله‌زار شهرستان بردسیر واقع شده‌است. عبدل‌آباد ۲۸ نفر جمعیت دارد.